# Dionýsios Thrax
Dionýsios Thrax, řecky Διονύσιος ὁ Θρᾷξ (asi 170 př. n. l. – 90 př. n. l.) byl starořecký gramatik. Tradice mu připisuje autorství nejstarší dochované řecké gramatiky O umění gramatickém (Techné grammatiké; Τέχνη γραμματική), která byla syntézou stoické a alexandrijské tradice. Věnoval se především morfologii, skoro vůbec syntaxi. Původní řecký text se nedochoval, ale známe ho podrobně díky zachovanému arménskému a syrskému překladu. Byl žákem Aristarcha ze Samothráky. Působil nejprve v Alexandrii, což bylo pravděpodobně i jeho rodiště, navzdory přídomku odkazujícímu k Thrákii (pocházel odtud jeho otec). V roce 144 př. n. l. odešel učit na Rhodos.